# دانیو: همان جا بمان!
دانیو: همان جا بمان! (انگلیسی: Dino: Stay Out!) یک پویانمایی اسپین آف عصر حجر (پویانمایی) اثر هانا-باربرا می‌باشد که در سال ۱۹۹۵ از کارتون نت‌ورک پخش می‌شد. هاردینگ کوردن و فرانک ولکر از صداپیشگان این پویانمایی بودند.